# Getto piotrkowskie

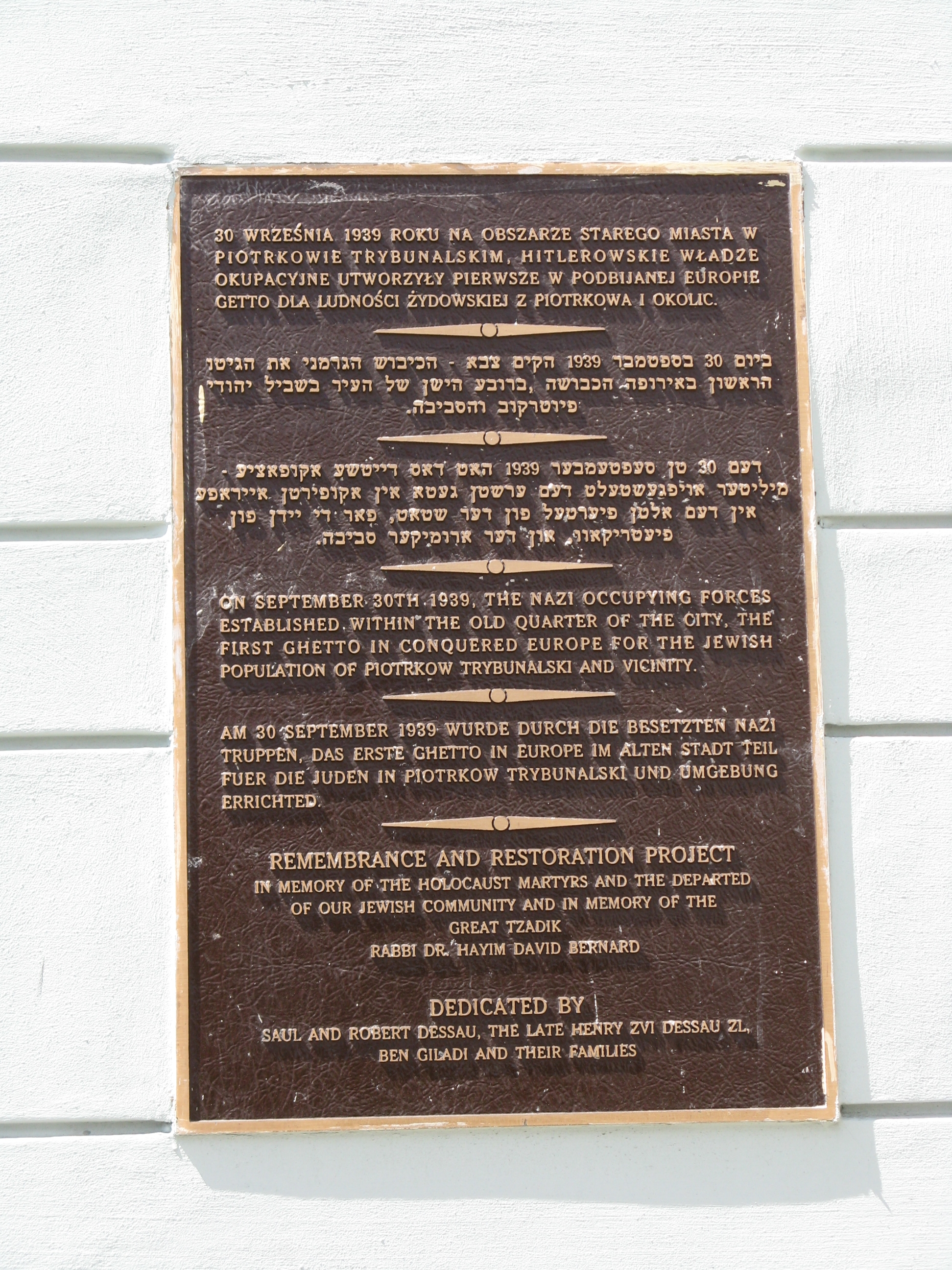
Tablica upamiętniająca getto w Piotrkowie Trybunalskim

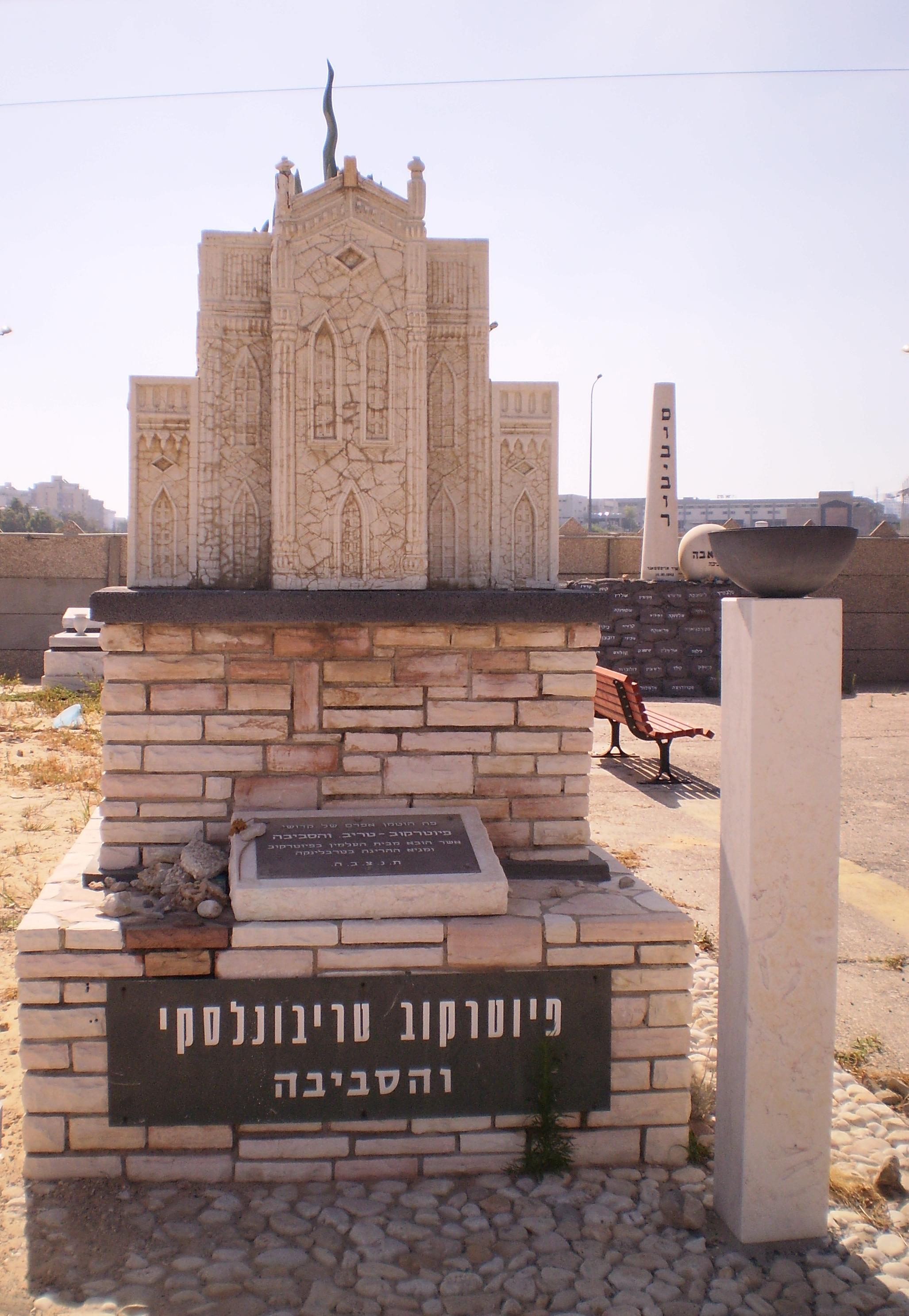
Pomnik upamiętniający piotrkowskie getto na cmentarzu w Holon w Izraelu

Getto piotrkowskie – pierwsze getto żydowskie na terenach okupowanej przez III Rzeszę Polski podczas II wojny światowej, funkcjonujące od 8 października 1939 do 29 października 1942 roku w Piotrkowie.

## Historia
Przed II wojną światową na obszarze powiatu piotrkowskiego zamieszkiwało 20 450 ludzi pochodzenia żydowskiego, czyli 9,2% ogółu mieszkańców powiatu. W Piotrkowie, liczącym na dzień 1 stycznia 1938 r. 51 294 mieszkańców, 21,8% stanowili mieszkańcy pochodzenia żydowskiego, czyli 11 651.

### Podstawa prawna
Getto powstało zarządzeniem nadburmistrza i jednocześnie komisarycznego zarządcy miasta – Hansa Drechsela. Było pierwszym gettem utworzonym na terenach okupowanej Polski. Przymusem zamieszkania w getcie objęto wszystkie osoby należące do żydowskiej gminy wyznaniowej.

### Obszar
Obszar getta obejmował początkowo Rynek Staromiejski oraz ulice: Grodzką, Garncarską i Starowarszawską (rejon kościoła farnego), a dokładnie ulice: Jerozolimska 1-150, Spacerowa 7-8, Rzemieślnicza 1-33, Litewska 1-26, Plac Litewski 1-14, Oddzielna 2-32, Wiejska 1-16, Józefa Piłsudskiego 1-30 (obecnie Wojska Polskiego), Zamkowa 1-24, Garncarska 1-28, Pereca 2-17, Leonarda 1-20, Starowarszawska 1-35, Zamurowa 1-16, Farna 1-8, Plac Czarnieckiego 2-8, Łazienna Mokra 1-6, Konarskiego 1-4, Plac Trybunalski 1-12, Rwańska 1-5, Rycerska 5-12, Sieradzka 1-10, Szewska 1-10, Plac Niepodległości 2-7, Nadrowy 2-6 (obecnie al. Kopernika) i Wspólna 1-9. Z dniem 23 października 1939 r., rozporządzeniem starosty Artura Bussego, do getta włączono ulice: Limanowskiego 1-20, Obrytkę (dzisiejszy obszar wokół ul. Stefana Batorego) i J. Piłsudskiego 34-65. W końcu października włączono jeszcze do getta ul. M. Skłodowskiej-Curie 1-20.
Cechą charakterystyczną piotrkowskiego getta było to, że miało ono charakter otwarty, nie zostało odizolowane od reszty miasta ogrodzeniem, jak na przykład inne getta (np. łódzkie, utworzone 8 lutego 1940 a definitywnie zamknięte 30 kwietnia, czy warszawskie). Granice piotrkowskiego getta wyznaczały jedynie niebieskie tablice o wymiarach 40 × 60 cm z czarną „trupią czaszką” i białym napisem „Ghetto”, ustawione w listopadzie 1939 na liniach granicznych. Kosztami utworzenia getta została obciążona gmina piotrkowska.
Przesiedlenia na teren getta odbywało się bez żadnych odszkodowań za mienie pozostawione w części „aryjskiej” miasta.
Początkowo Polacy i Niemcy mieli w miarę swobodny wstęp na teren getta, natomiast Żydzi mogli opuszczać jego obszar tylko za specjalnymi przepustkami. Zwolnieni z tego obowiązku były osoby udające się Biura Pośrednictwa Pracy przy Urzędzie Pracy przy ul. Ziem Wschodnich 39 (ob. Wojska Polskiego) w celu załatwienia formalności pogrzebowych i na piotrkowski cmentarz żydowski.
Zarządzeniem starosty powiatowego Artura Bussego z dnia 16 lutego 1942 r. obszar getta uległ znacznemu zmniejszeniu. Odtąd obejmowało ono ulice: Starowarszawską od nr 2 do nr 31) – Rogową (ob. częściowo Łazienna Mokra i Pijarska) – Gminną (ob. Wiejska) 1-11 – Plac Trybunalski – Grodzką – Jerozolimską 3, 5, 42, 44, 46 – Plac Żydowski (ob. Plac Czarnieckiego) – Klasztorną (ob. Pijarska), z wyjątkiem posesji nr 2 oraz dostępu do kościoła – Krakowską (ob. Krakowskie Przemieście) 4, z wyjściem jedynie na ul. Garncarską – Krzywą (ob. Pijarska) 1-4 – Plac Lipowy (ob. Plac Niepodległości) 4-7, jedynie z wyjściem na ul. Rycerską – Litewską – Zamurową – Ziem Wschodnich (ob. Wojska Polskiego) 1-27, z przejściem do Miejskiego Urzędu Zdrowia, domu izolacyjnego i szpitala dla zakaźnie chorych – Rwańską 1-5 (nr 3 i 5 z wyjściem jedynie na Plac Żydowski) – Rycerską 6-16 (bez nr 7) – Sieradzką 1-4 oraz 6 – Szewską (bez nr 10) – Zamkową 1-24, Plac Zamkowy – Garncarską – Wspólną – Zgubioną (ob. Konarskiego).

### Liczebność i organizacja
W trakcie tworzenia getta powstał Komitet pod kierownictwem Moszka Tenenberga, który z dniem 11 listopada 1940 r. przekształcił się ma polecenie władz okupacyjnych w Radę Starszych Gminy Żydowskiej w Piotrkowie. Rada posiadała pięć Wydziałów:
- Wydział I: Komitet Ogólny
- Wydział II: Zarząd Mieszkaniowy
- Wydział III: Opieka Społeczna
- Wydział IV: Biuro ds. Kultury
- Wydział V: Komitet ds. Czynszu i Regulacji Dostaw Mężczyzn do Pracy

Wiosną 1941 r. powstała umundurowana Policja Porządkowa pod dowództwem mec. Stanisława Zilbersteina.
W Radzie odtworzył się przedwojenny układ polityczny zarządzający Gminą Żydowską w Piotrkowie. Większość stanowili członkowie Bundu w koalicji z innymi ugrupowaniami socjalistycznymi. W sumie w administracji piotrkowskiego Judenratu pracowało około 500 osób. 5 lipca 1941 r. dotychczasowy przewodniczący Rady – Moszek Tanenberg został aresztowany wraz z grupą „bundowskich” radnych. Jego obowiązki przejął dotychczasowy zastępca – Szymon Warszawski, który sprawował tę funkcję do grudnia 1944 r., kiedy to został wywieziony z ostatnią grupą piotrkowskich Żydów do obozu koncentracyjnego w Buchenwaldzie.
W getcie piotrkowskim w pierwszej kolejności znaleźli się piotrkowscy mieszkańcy pochodzenia żydowskiego, których według stanu na 3 grudnia 1939 r. było 9376 osób. Na przełomie lat 1939/1940 przesiedlono do piotrkowskiego getta ok. 25 tys. Żydów zamieszkałych w powiecie piotrkowskim.
Według szacunkowych danych Rady w tym czasie w piotrkowskim getcie znalazło się 16 tysięcy więźniów (faktyczny stan sięgał prawdopodobnie około 25 tys. osób).

### Codzienne funkcjonowanie
Codzienne funkcjonowanie getta opierało się na szeregu zarządzeń dyskryminacyjnych na podstawie ogólnych zarządzeń gubernatora Hansa Franka, jak i miejscowych zarządzeń wykonawczych:
- przymusowa rejestracja piotrkowskiej ludności pochodzenia żydowskiego (od 5 października 1939)
- zakaz opuszczania obszaru getta
- zarządzeniem ogólnym H. Franka nakaz przymusowej pracy dla wszystkich Żydów na obszarze GG (od 26 października 1939); na podstawie tego zarządzenia komisarz miasta wyznaczył dla piotrkowskich Żydów kontyngent 1000 mężczyzn dziennie; nakaz dotyczył wszystkich Żydów od 12 do 60 roku życia.
- zakaz uboju rytualnego (od 27 października 1939)
- zakaz wstępu Żydom do biur Zarządu Miejskiego, wszelkie ich sprawy miały być załatwiane za pośrednictwem Rady Starszych (od 13 listopada 1939)
- likwidacja wszystkich żydowskich szkół w Piotrkowie i konfiskata ich budynków (od 22 listopada 1939)
- nakaz gubernatora H. Franka oznakowania dużą gwiazdą Dawida oraz likwidacji niemieckich i hebrajskich oznakowań firmowych wszystkich sklepów żydowskich w GG, w tym i Piotrkowie (od 23 listopada 1939)
- podniesienie Żydom o 100% wszelkich opłat od czynności administracyjnych; zwolniono z nich podania i zaświadczenia osób zamierzających wyemigrować z Piotrkowa (od 27 listopada 1939)
- nakaz oznakowania się wszystkich Żydów od 10 roku życia zamieszkałych na terenie okupowanych ziem polskich białą opaską o szerokości co najmniej 10 cm z symbolem gwiazdy Dawida ogólnym zarządzeniem gubernatora Hansa Franka (z dniem 1 grudnia 1939; w wykonaniu tego zarządzenia starosta piotrkowski Buss obniżył dla piotrkowskich Żydów wiek do 6 lat oraz określił kolor opaski na żółty; 13 grudnia dowódca SS i Policji w Dystrykcie Radom Generalnego Gubernatorstwa uściślił, że gwiazda Dawida winna mieć kolor niebieski o wysokości 8 cm, przy szerokości jej elementów 1 cm)
- wprowadzenie dowodów tożsamości dla piotrkowskich Żydów od 5 roku życia (od 25 lutego 1940)

Koszty wykonania wszystkich tych zarządzeń obciążały Gminy oraz poszczególnych Żydów. Również Gmina była zmuszona pokryć koszty narzucanych jej inwestycji, na przykład budowy dwóch baraków dla okolicznej ludności żydowskiej przesiedlanej do getta piotrkowskiego. Na porządku dziennym było bezpłatne i przymusowe wykorzystywanie więźniów getta do pracy przez wszelkiego rodzaju niemieckie instytucje.

### Likwidacja

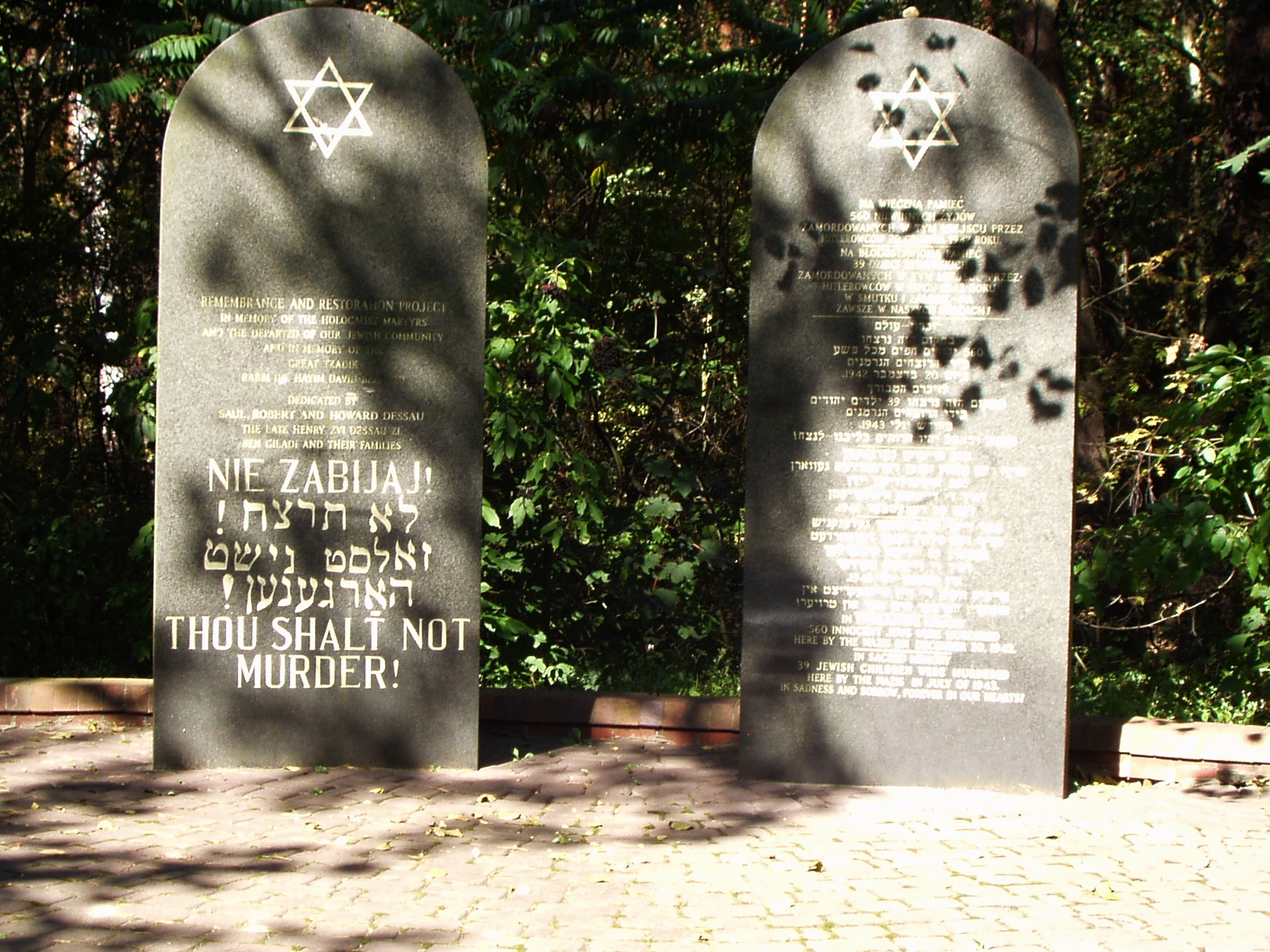
Tablica upamiętniająca pomordowanych Żydów w okolicach Lasu Rakowskiego

Likwidacja getta piotrkowskiego odbyła się w kilku etapach.
Pierwszy i główny miał miejsce w dniach 14–29 października 1942 roku. Więźniów getta spędzono na plac pokoszarowy przy ul. Jerozolimskiej gdzie dokonywano selekcji. Z osób młodych i zdrowych formowano transporty 1000-osobowe, które wywożono do miejsca zagłady w Treblince. Osoby opieszale stawiające się na miejsce zbiorki zabijano na miejscu. Tak zginęło około 350 osób. Podobnie postępowano z ukrywającymi się. W trakcie tej akcji wymordowano też wszystkich chorych w szpitalu oraz wszystkie dzieci z przytułku. Świadkowie tych wydarzeń przekazali później, że niemowlęta były palone w metalowych miednicach przed synagogą.
Po zakończeniu zasadniczej akcji rozpoczęły się poszukiwania jeszcze ukrywających się Żydów. Znalezionych gromadzono w synagodze lub zabijano na miejscu. Z tej grupy ok. 1000 osób wywieziono najpierw do Tomaszowa Mazowieckiego, a następnie do Treblinki. Kolejnych znajdowanych dalej gromadzono w synagodze. W dniach 19 i 20 listopada 1942 r. wszystkie te osoby rozstrzelano w lesie rakowskim. Pierwszego dnia 160 osób, a następnego 560. Po tej akcji pozostało z ok. 29 tys. więźniów getta ok. 3 tys. ludzi niezbędnych Niemcom do pracy. Dla nich, w miejscu dawnego getto utworzony został obóz pracy (tzw. „małe getto”) pomiędzy ulicami Starowarszawską – Garncarską – Zamurowaną i Jerozolimską. Z nich, 25 lutego 1943 r. wywieziono 250 osób do fabryki amunicji w Skarżysku Kamiennej.
W sierpniu 1943 r. nastąpiła ostateczna likwidacja obozu pracy. W tym czasie 1040 osób skierowano do obozów pracy w Hucie Szkła Okiennego „Kara” i ok. 600 do Zakładów Drzewnych na Bugaju (rejon Piotrkowa). Te obozy zostały zlikwidowane w grudniu 1944 lub styczniu 1945 roku, na wieść o zbliżającym się froncie. Pozostałych w nich Żydów wywieziono do obozu koncentracyjnego Buchenwald, w tym ostatniego prezesa Rady Starszych getta piotrkowskiego Szymona Warszawskiego. Część z nich doczekała tam wyzwolenia.